# André Lotterer
André Lotterer (* 19. November 1981 in Duisburg) ist ein deutscher Automobilrennfahrer. Er fuhr von 2003 bis 2016 in der Super Formula (ehemals Formel Nippon) und wurde dort 2011 Meister. Von 2003 bis 2011 war er zudem in der Super GT aktiv und entschied dort 2006 und 2009 die Meisterschaft für sich. Von 2012 bis 2016 trat er außerdem in der FIA-Langstrecken-Weltmeisterschaft (WEC) an, in der er 2012 Weltmeister wurde. 2011, 2012 und 2014 gewann er das 24-Stunden-Rennen von Le Mans. 2014 nahm er zudem an einem Rennen der Formel-1-Weltmeisterschaft teil.

## Karriere
Lotterer fuhr von 1989 bis 1994 nationale Kartrennen in Belgien, den Niederlanden und Deutschland. In diesem Zeitraum gewann er zweimal die belgische 60cc Klasse der Minikarts und einmal die holländische 60cc Klasse der Minikarts. In den Jahren 1995 und 1996 fuhr Lotterer in den Klassen 100cc des Minikartsports. 1997 stieg er auf die Karts der Formel A um. 1995 und 1996 wurde er Vizemeister der deutschen Juniorenkartmeisterschaft und 1997 Vizemeister der Deutschen Kart Meisterschaft.
1998 startete Lotterer in der deutschen Formel BMW Junior und wurde mit 14 Siegen Meister. In der folgenden Saison gewann er die deutsche Formel BMW mit 15 Siegen. Außerdem startete er 1999 in der Eurocup Formel Renault und wurde mit einem Sieg Fünfter.
2000 wechselte Lotterer in die deutschen Formel-3-Meisterschaft und wurde mit drei Siegen Gesamtvierter. Darüber hinaus nahm er für Jaguar Racing erstmals an Formel-1-Testfahrten teil. 2001 wurde Lotterer von Jaguar unter Vertrag genommen und trat als Teamkollege von James Courtney für das Jaguar Junior Team in der britischen Formel-3-Meisterschaft an. Lotterer gewann ein Rennen und beendete die Saison hinter seinem Teamkollegen, der Vierter wurde, auf dem siebten Gesamtrang. Beim Formel-3-Masters in Zandvoort erzielte er die zweite Position. Nachdem er 2001 weitere Formel-1-Testfahrten für Jaguar absolviert hatte, übernahm er in der Saison 2002 zusammen mit Courtney die Position des Testfahrers bei Jaguar. Ein festes Rennengagement hatte Lotterer in diesem Jahr nicht und er nahm an insgesamt zwei Rennen teil. Zum einen für Dale Coyne Racing in der amerikanischen CART-Serie, zum anderen in der FIA-GT-Meisterschaft.
Nachdem Lotterer 2003 nicht mehr von Jaguar weiterbeschäftigt worden war, entschied er sich für einen Wechsel nach Japan in die Formel Nippon. Bei Nakajima Racing wurde er Teamkollege von Takashi Kogure. Mit zwei zweiten Plätzen als beste Resultate beendete er seine erste Saison auf dem fünften Gesamtrang. Außerdem startete er für Nakajima Racing in der japanischen GT-Meisterschaft und belegte den 26. Gesamtrang. 2004 gewann Lotterer sein erstes Rennen in beiden Rennserien. In der Formel Nippon wurde er mit zwei Siegen hinter Richard Lyons Vizemeister. Die beiden Piloten waren am Saisonende punktgleich, allerdings hatte Lyons bessere Platzierungen als Lotterer erzielt. In der japanischen GT-Meisterschaft wurde er mit einem Sieg Achter. 2005 entschied Lotterer erneut zwei Formel-Nippon-Rennen für sich. Da es seine einzigen Punkteplatzierungen waren, belegte er am Ende der Saison den vierten Gesamtrang. Teamintern setzte er sich jedoch wie in den Vorjahren gegen seine Teamkollegen Kogure durch. In der in Super GT umbenannten japanischen GT-Meisterschaft wurde er 17.
2006 wechselte Lotterer in beiden Rennserien zu TOM’S. In der Formel Nippon gewann er zwei Rennen und ließ seinen Teamkollegen Takeshi Tsuchiya mit 30 zu 2 Punkten deutlich hinter sich. In der Meisterschaft wurde Lotterer Dritter. In der Super GT verlief die Saison für ihn erfolgreicher und er gewann zusammen mit seinem Teampartner Juichi Wakisaka den Meistertitel. 2007 erhielt er mit Seiji Ara in der Formel Nippon einen neuen Teamkollegen. Lotterer gewann das Rennen in Fuji und belegte am Ende der Saison den fünften Platz, während Ara Elfter wurde. In der Super GT belegte er mit einem Sieg den sechsten Platz. 2008 blieb Lotterer in der Formel Nippon ohne Sieg. Zwar gelang es Ara in dieser Saison ein Rennen zu gewinnen, in der Gesamtwertung ließ Lotterer seinen Teamkollegen mit drei zweiten Plätzen aber deutlich hinter sich. Während Lotterer den dritten Platz mit 49 Punkten belegte, wurde Ara mit neun Punkten 14 der Fahrerwertung. In der Super GT blieb Lotterer ebenfalls sieglos und wurde Dritter.

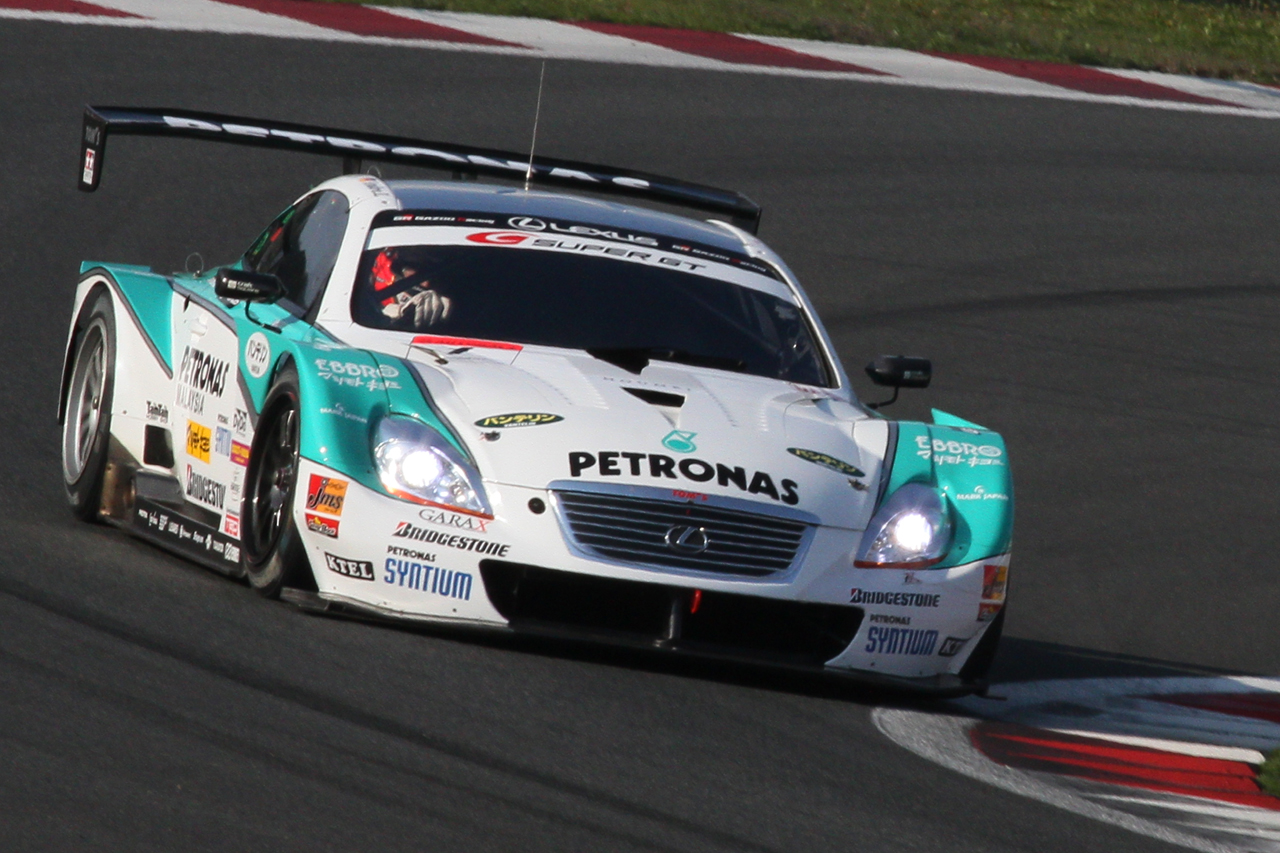
Lotterer in der Super GT 2010

Im A1GP-Saison 2008/2009 startete Lotterer erstmals in der A1GP und nahm für das deutsche Team an einem Rennwochenende teil. Dabei gelang es ihm mit einem neunten Platz, die einzigen Punkte für sein Team in dieser Saison zu erzielen. In der Formel Nippon erhielt er 2009 mit Kazuya Ōshima einen neuen Teamkollegen. Lotterer behauptete seinen Status als teaminterne Nummer eins und beendete die Saison mit einem Sieg auf dem dritten Platz, während Ōshima Neunter wurde. In der Super GT gewann er ein Rennen und wurde zusammen mit Wakisaka zum zweiten Mal Meister dieser Meisterschaft. Außerdem nahm Lotterer für das Team Kolles in einem Audi R10 TDI erstmals am 24-Stunden-Rennen von Le Mans teil und wurde zusammen mit Charles Zwolsman Siebter in der Gesamtwertung. Dabei bestritten die beiden das Rennen als Zweierteam, nachdem sich ihr Teamkollege Narain Karthikeyan kurz vor dem Start beim Sprung über die Boxenmauer die Schulter ausgekugelt hatte.

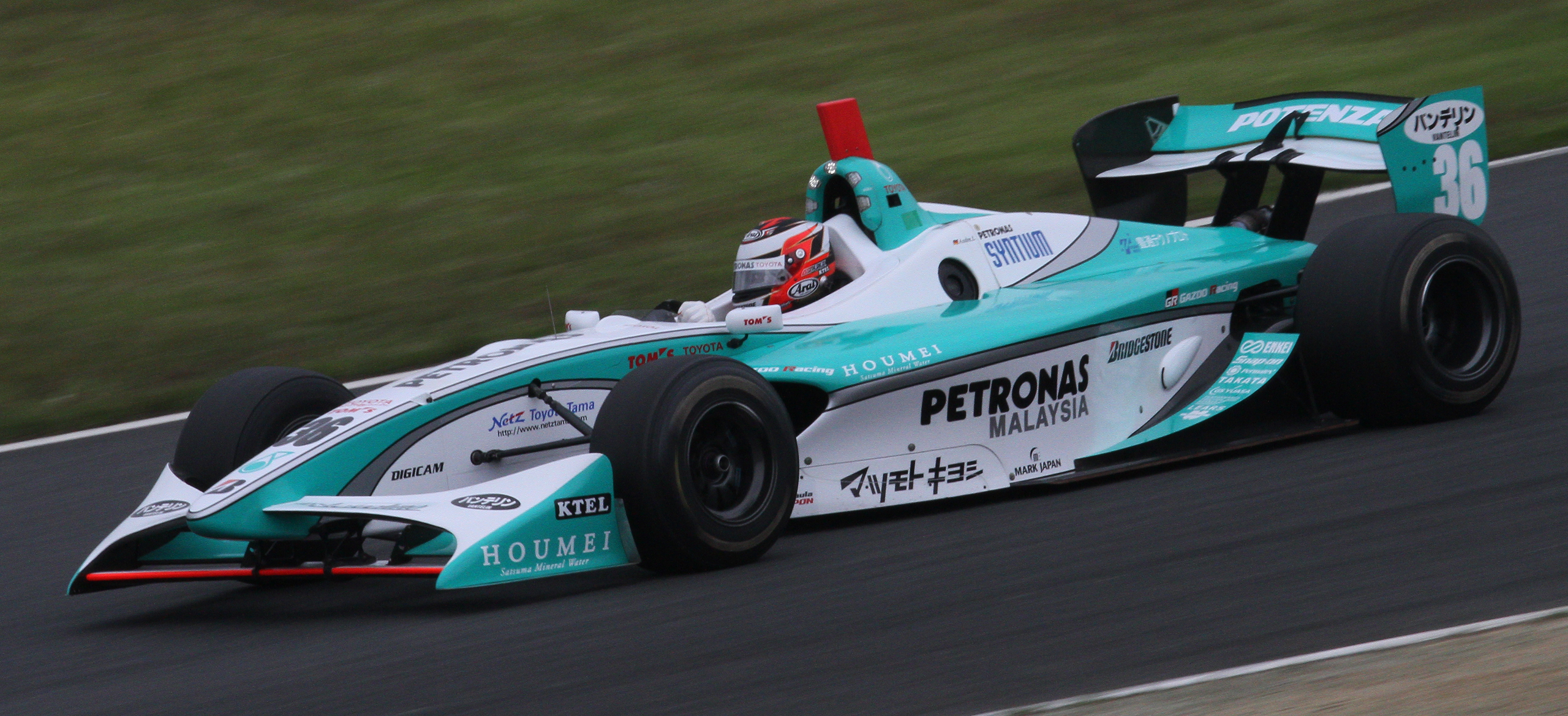
Lotterer in der Formel Nippon 2010

2010 bestritt Lotterer seine achte Saison in der Formel Nippon. Mit einem Sieg belegte er den zweiten Platz in der Meisterschaft hinter João Paulo de Oliveira. Außerdem gewann er zwei nicht zur Meisterschaft zählende Rennen der Formel Nippon, die nach dem Ende der Saison ausgetragen wurden. Teamintern setzte er sich mit 43 zu 24 Punkten gegen Ōshima durch. In der Super GT wurde er mit einem Sieg zusammen mit Wakisaka Vizemeister. Außerdem trat Lotterer erneut beim 24-Stunden-Rennen von Le Mans an. Für das Audi Sport Team Joest bildete er ein Fahrertrio mit Marcel Fässler und Benoît Tréluyer. In einem Audi R15 TDI belegten die drei Piloten den zweiten Platz bei diesem Rennen. Darüber hinaus nahm Lotterer für Joest an je einem Rennen der American Le Mans Series und der Le Mans Series teil. 2011 blieb Lotterer bei TOM’S in der Formel Nippon. Wegen seines zusätzlichen Engagements im Langstreckensport wurde er ein Rennen durch Takuto Iguchi vertreten. Mit fünf Siegen aus sieben Rennen entschied er die Meisterschaft mit 56 zu 42 Punkten vor seinem Teamkollegen Kazuki Nakajima, der zu jedem Rennen angetreten war, für sich. Darüber hinaus startete Lotterer zusammen mit Nakajima in der Super GT. Die beiden Rennfahrer schlossen die Saison auf dem achten Platz ab. Im Langstreckensport nahm Lotterer an zwei Rennen des Intercontinental Le Mans Cups (ILMC) teil. Dabei gewann er zusammen mit Fässler und Tréluyer in einem Audi R18 TDI das 24-Stunden-Rennen von Le Mans.

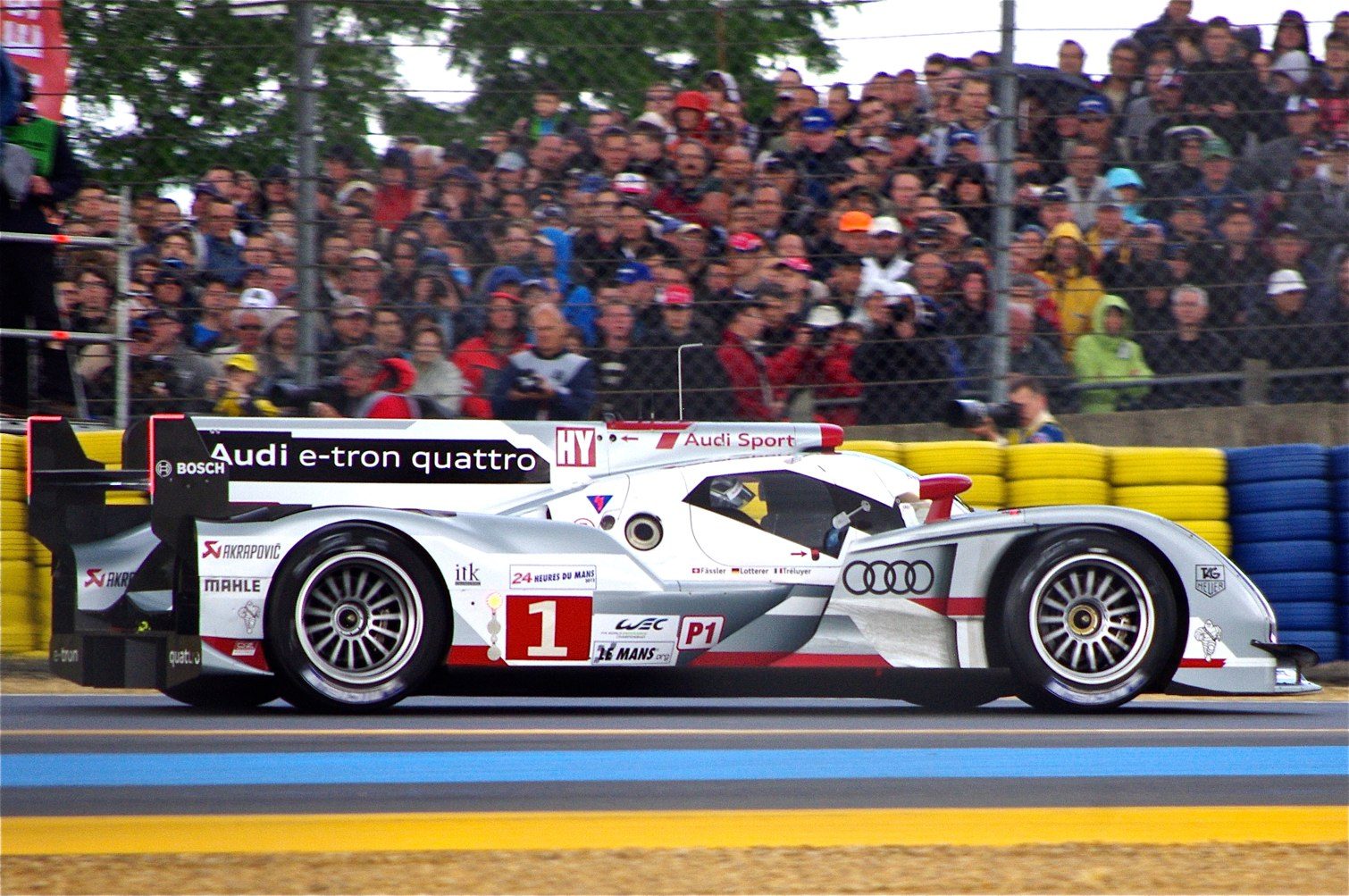
Der Audi R18 e-tron quattro, das Siegerauto der 24 Stunden von Le Mans 2012

2012 wurde Lotterer beim Audi Sport Team Joest Stammfahrer in der neugegründeten FIA-Langstrecken-Weltmeisterschaft (WEC). Er bildete ein Team mit Fässler und Tréluyer. Das Trio verteidigte den Gesamtsieg des 24-Stunden-Rennen von Le Mans und gewann darüber hinaus die Rennen in Silverstone und as-Sachir. Mit sieben Podest-Platzierungen aus acht Rennen wurden die drei in diesem Jahr die ersten Fahrerweltmeister der WEC. Lotterer blieb 2012 darüber hinaus in Japan aktiv, reduzierte sein Engagement allerdings auf die Formel Nippon, wo er bei TOM’S blieb. Lotterer gewann zwei Rennen und schloss die Meisterschaft auf dem vierten Rang ab. Damit unterlag er teamintern Nakajima, der den Gesamtsieg einfuhr. Darüber hinaus absolvierte Lotterer ein Rennen in der Blancpain Endurance Series. 2013 blieb Lotterer in der WEC beim Audi Sport Team Joest. Ihm, Fässler und Tréluyer gelangen erneut drei Siege. Diesmal entschied das Trio die Rennen in Spa-Francorchamps, São Paulo und Shanghai für sich und stand bei acht Rennen sechsmal auf dem Podest. In der Weltmeisterschaft unterlagen die drei jedoch ihren Teamkollegen Loïc Duval, Tom Kristensen und Allan McNish und wurden Vizeweltmeister. In Japan absolvierte Lotterer seine elfte Saison in der höchsten Formelklasse, die ab diesem Jahr Super Formula hieß. Er nahm an vier von sieben Rennen teil und wurde je zweimal Erster und Zweiter. In der Meisterschaft war er am Saisonende punktgleich mit dem Meister Naoki Yamamoto und wurde Gesamtzweiter. Damit schlug er teamintern Nakajima, der jedes Rennen bestritt. Wie im Vorjahr startete Lotterer ebenfalls zu einem Rennen der Blancpain Endurance Series.
2014 bestritt Lotterer seine dritte Saison in der WEC für das Audi Sport Team Joest. Zusammen mit Fässler und Tréluyer gewann er zum dritten Mal in seiner Karriere das 24-Stunden-Rennen von Le Mans. Darüber hinaus gewannen die drei das Rennen in Austin. In der Weltmeisterschaft wurden die drei wie im Vorjahr Zweite. In der Super Formula lag Lotterer 2014 mit zwei Siegen auf dem dritten Platz. Darüber hinaus ging Lotterer erneut zu einem Rennen der Blancpain Endurance Series in Spa-Francorchamps an den Start und absolvierte zwei Gaststarts in der französischen GT-Meisterschaft in Spa-Francorchamps, wobei er einmal Erster wurde. Des Weiteren gab Lotterer 2014 sein Renndebüt in der Formel 1. Bei Caterham erhielt er ein Cockpit für den Großen Preis von Belgien. Er schied in der Anfangsphase mit einem technischen Defekt aus. Lotterer trat damit 2014 in vier verschiedenen Serien in Spa-Francorchamps an. Caterhams Insolvenzverwalter bot Lotterer an, auch beim Großen Preis von Abu Dhabi 2014 für Caterham zu fahren; Lotterer lehnte jedoch wegen angeblich zu geringer Erfolgsaussichten ab.
2015 trat Lotterer ein weiteres Mal zusammen mit Fässler und Tréluyer für das Audi Sport Team Joest in der FIA-Langstrecken-Weltmeisterschaft an. Das Trio gewann die ersten beiden Rennen in Silverstone und Spa-Francorchamps. Beim 24-Stunden-Rennen von Le Mans wurden sie Dritte. Die drei Fahrer standen bei jedem Rennen auf dem Podium. Sie unterlagen am Saisonende Timo Bernhard, Brendon Hartley und Mark Webber mit 161 zu 166 Punkten und wurden Gesamtzweite. Darüber hinaus absolvierte Lotterer 2015 für TOM’S eine weitere Saison in der Super Formula. Mit drei Siegen war er der Fahrer mit den meisten Siegen, dennoch unterlag er in der Meisterschaft Hiroaki Ishiura und seinem Teamkollegen Nakajima und wurde Gesamtdritter. Außerdem nahm Lotterer an einem Rennen der Blancpain Endurance Series teil.
In der FIA-Langstrecken-Weltmeisterschaft 2016 bildete Lotterer zum letzten Mal ein Fahrertrio mit Fässler und Tréluyer für das Audi Sport Team Joest, das nach der Saison aus der Meisterschaft ausstieg. Tréluyer fiel zwei Rennen verletzt aus, sodass Lotterer und Fässler zwei Rennen zu zweit fuhren. Dabei erzielten sie zwei Podest-Platzierungen. Zudem erzielte Lotterer eine Podest-Platzierung mit Fässler und Tréluyer. Zusammen mit Fässler erreichte Lotterer den fünften Platz in der Fahrerweltmeisterschaft. In der Super-Formula-Saison 2016 blieb Lotterer für TOM’S mit drei zweiten Plätzen als besten Ergebnisse ohne Sieg. In der Meisterschaft wurde er dennoch Zweiter mit 30 zu 33 Punkten hinter Yūji Kunimoto.

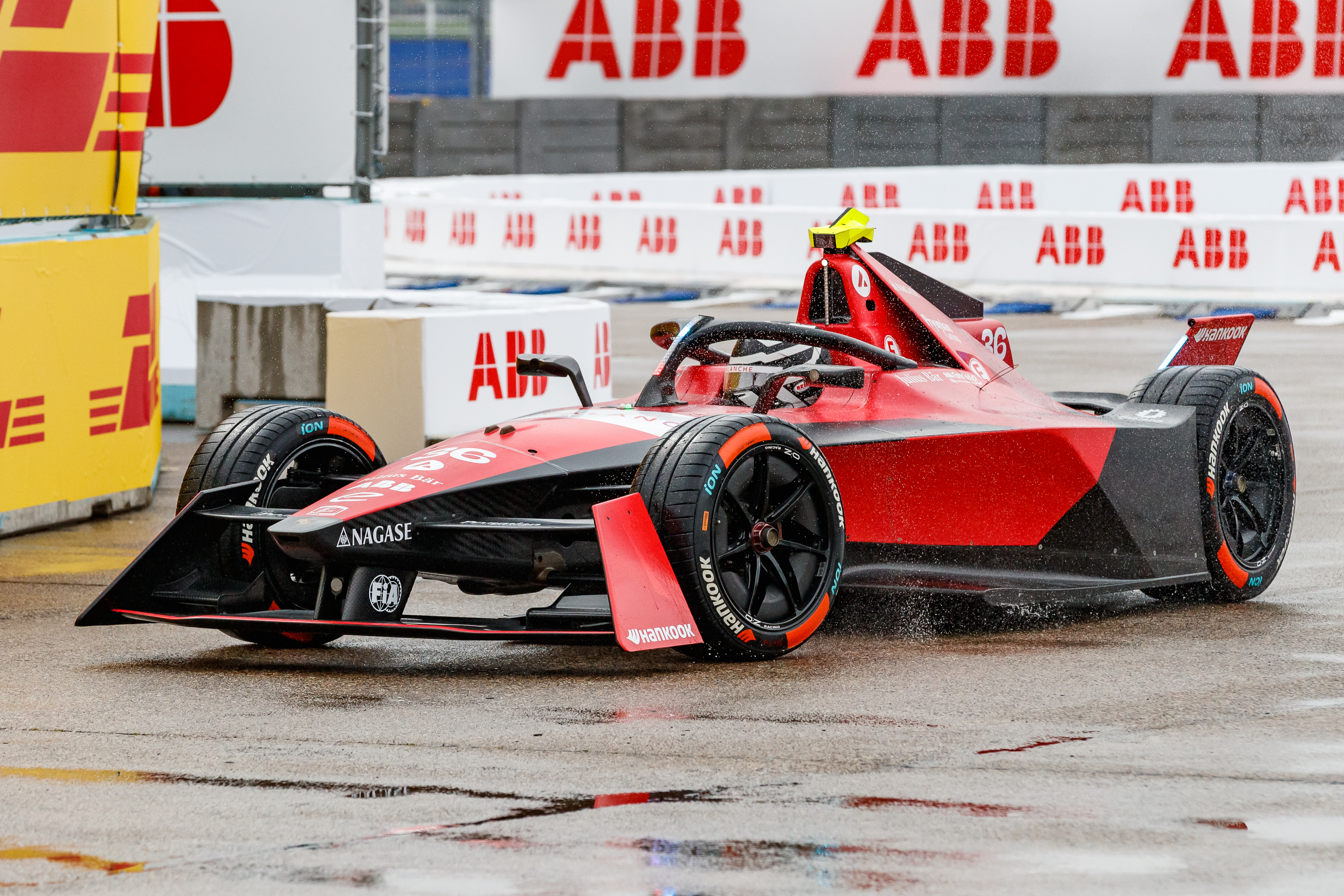
Lotterer in der FIA-Formel-E-Weltmeisterschaft 2022/23

Für die FIA-Langstrecken-Weltmeisterschaft 2017 wechselte Lotterer zu Porsche an die Seite von Neel Jani und Nick Tandy. Dem Trio gelang dort zwar kein Sieg, aber konstante Podestplatzierungen, was ihnen den vierten Platz in der Weltmeisterschaft einbrachte. In der Super Formula lief es hingegen nicht besonders gut: Trotz eines Sieges in Okayama blieb er erstmals seit 2012 außerhalb der Top 3 der Fahrerwertung und wurde Sechster.
2017/18 trat Lotterer für das Techeetah Formula E Team in der FIA-Formel-E-Meisterschaft an. Er unterschrieb einen Vertrag über ein Jahr mit der Option auf mindestens ein weiteres Jahr und wurde dort Teamkollege von Jean-Éric Vergne. Nachdem er in den ersten Saisonrennen vor allem durch einige Dreher und Unfälle aufgefallen war, gelang ihm in seinem vierten Rennen, dem Santiago E-Prix mit dem zweiten Platz seine erste Podiumsplatzierung. Auch in Rom konnte er mit dem dritten Platz eine Podestplatzierung erringen. Insgesamt belegte er am Ende seiner Debütsaison den achten Platz in der Fahrermeisterschaft. Damit unterlag er seinem Teamkollegen Vergne deutlich, der die Meisterschaft gewann. Lotterer beendete die Saison als bester Neuling. Sein Vertrag wurde für die Saison 2018/19 verlängert. Nach dem Ausstieg von Porsche musste Lotterer für die FIA-Langstrecken-Weltmeisterschaft 2018/19 erneut das Team wechseln und trat nun gemeinsam mit Jani und Bruno Senna für Rebellion Racing an.
In der Saison 2018/19 trat Lotterer erneut für Techeetah an. Das Team ging jedoch nun als Werksteam von DS Automobiles an den Start. Mit zwei zweiten Plätzen als beste Resultate schloss er die Saison erneut auf dem achten Platz ab. Außerdem belegte er mit zwei zweiten Plätzen den dritten Rang in der Gesamtwertung der voestalpine European Races, bei der nur Podiumsplätze bei den Rennen auf dem europäischen Kontinent berücksichtigt wurden. Nach der Saison wechselte er zurück zu Porsche, die neu in die FIA-Formel-E-Meisterschaft einsteigen. Hier wird erneut Teamkollege von Jani.
2020 nahm Lotterer an dem virtuellen 24-Stunden-Rennen von Le Mans teil. Einer seiner Teamkollegen dort war Neel Jani. Der Porsche 911 RSR mit der Nummer #91, den er fuhr, belegte den 40. Rang unter den 50 Teilnehmerteams.

## Persönliches
Lotterer wuchs in Belgien auf. Seit 2003 lebt er in Japan in Tokio.

## Statistik

### Karrierestationen
| - 1989–1997: Kartsport - 1998: Deutsche Formel BMW Junior (Meister) - 1999: Deutsche Formel BMW (Meister) - 1999: Eurocup Formel Renault (Platz 5) - 2000: Deutsche Formel 3 (Platz 4) - 2001: Britische Formel 3 (Platz 7) - 2002: CART (Platz 22) - 2002: FIA-GT, NGT (Platz 19) - 2002: Formel 1 (Testfahrer) - 2003: Formel Nippon (Platz 5) - 2003: Japanische GT-Meisterschaft (Platz 26) - 2003: Formel 1 (Testfahrer) - 2004: Formel Nippon (Platz 2) - 2004: Japanische GT-Meisterschaft (Platz 8) - 2005: Formel Nippon (Platz 4) - 2005: Super GT (Platz 17) | - 2006: Formel Nippon (Platz 3) - 2006: Super GT (Meister) - 2007: Formel Nippon (Platz 5) - 2007: Super GT (Platz 6) - 2008: Formel Nippon (Platz 3) - 2008: Super GT (Platz 3) - 2009: A1GP - 2009: Formel Nippon (Platz 3) - 2009: Super GT (Meister) - 2010: Formel Nippon (Platz 2) - 2010: Super GT (Platz 2) - 2010: Le Mans Series, LMP1 (Platz 23) - 2010: ALMS, LMP1 - 2011: Formel Nippon (Meister) - 2011: Super GT (Platz 8) - 2011: ILMC, LMP1 | - 2012: WEC (Meister) - 2012: Formel Nippon (Platz 4) - 2012: Blancpain Endurance Series, GT3 Pro (Platz 21) - 2013: WEC (Platz 2) - 2013: Super Formula (Platz 2) - 2013: Blancpain Endurance Series, GT3 Pro (Platz 18) - 2014: WEC (Platz 2) - 2014: Super Formula (Platz 3) - 2014: Blancpain Endurance Series, Pro (Platz 18) - 2014: Formel 1 - 2015: WEC (Platz 2) - 2015: Super Formula (Platz 3) - 2015: Blancpain Endurance Series, Pro (Platz 19) - 2016: WEC (Platz 5) - 2016: Super Formula (Platz 2) | - 2018: Formel E (Platz 8) - 2019: Formel E (Platz 8) - 2020: Formel E (Platz 8) - 2021: Formel E (Platz 17) - 2022: Formel E (Platz 12) - 2023: Formel E |

### Einzelergebnisse in der Formel Nippon/Super Formula
| Jahr | Team                 | Motor  | 1   | 2   | 3   | 4   | 5   | 6   | 7   | 8   | 9   | 10  | 11  | Punkte | Rang |
| ---- | -------------------- | ------ | --- | --- | --- | --- | --- | --- | --- | --- | --- | --- | --- | ------ | ---- |
| 2003 | PIAA Nakajima Racing | Mugen  | SU1 | FU1 | MI1 | MO1 | SU2 | SUG | FU2 | MI2 | MO2 | SU3 |     | 22     | 5.   |
| 2003 | PIAA Nakajima Racing | Mugen  | 2   | 4   | 7   | 6   | DNF | 2   | 3   | 9   | 5   | DNF |     | 22     | 5.   |
| 2004 | PIAA Nakajima Racing | Mugen  | SU1 | SG1 | MO1 | SU2 | SG2 | MIN | SEP | MO2 | SU3 |     |     | 33     | 2.   |
| 2004 | PIAA Nakajima Racing | Mugen  | 2   | 4   | 1   | 8   | DNF | DNF | 1   | 3   | 7   |     |     | 33     | 2.   |
| 2005 | PIAA Nakajima Racing | Mugen  | MO1 | SU1 | SUG | FU1 | SU2 | MIN | FU2 | MO2 | SU3 |     |     | 20     | 4.   |
| 2005 | PIAA Nakajima Racing | Mugen  | 11  | DNF | 9   | DNF | DNF | 10  | 1   | DNF | 1   |     |     | 20     | 4.   |
| 2006 | DHG TOM’S Racing     | Toyota | FU1 | SU1 | MO1 | SU2 | AUT | FU2 | SUG | MO2 | SU3 |     |     | 30     | 3.   |
| 2006 | DHG TOM’S Racing     | Toyota | 8   | 5   | 1   | 5   | 8   | 2   | DNF | DNF | 1   |     |     | 30     | 3.   |
| 2007 | DHG TOM’S Racing     | Toyota | FU1 | SU1 | MO1 | OKA | SU2 | FU2 | SUG | MO2 | SU3 |     |     | 37     | 5.   |
| 2007 | DHG TOM’S Racing     | Toyota | DNF | 5   | 2   | DNF | 13  | 1   | 7   | 4   | 2   |     |     | 37     | 5.   |
| 2008 | Petronas Team TOM’S  | Toyota | FU1 | SU1 | MO1 | OKA | SU2 | SU2 | MO2 | MO2 | FU2 | FU2 | SUG | 49     | 3.   |
| 2008 | Petronas Team TOM’S  | Toyota | DNF | 3   | 2   | 2   | 2   | 4   | 11  | 7   | 5   | 4   | 12  | 49     | 3.   |
| 2009 | Petronas Team TOM’S  | Toyota | FU1 | SU1 | MO1 | FU2 | SU2 | MO2 | AUT | SUG |     |     |     | 39     | 3.   |
| 2009 | Petronas Team TOM’S  | Toyota | 10  | 3   | 5   | 8   | 7   | 1   | 2   | 2   |     |     |     | 39     | 3.   |
| 2010 | Petronas Team TOM’S  | Toyota | SU1 | MO1 | FU1 | MO2 | SUG | AUT | SU2 | SU2 | FU2 | FU2 |     | 43     | 2.   |
| 2010 | Petronas Team TOM’S  | Toyota | 3   | 3   | 2   | DNF | 3   | 1   | 3   | 2   | 1   | 1   |     | 43     | 2.   |
| 2011 | Petronas Team TOM’S  | Toyota | SU1 | AUT | FU1 | MO1 | SU2 | SUG | MO2 | MO2 | FU2 |     |     | 56     | 1.   |
| 2011 | Petronas Team TOM’S  | Toyota | 1   |     | 1   | 2   | C   | 1   | 1   | 1   | 5   |     |     | 56     | 1.   |
| 2012 | Petronas Team TOM’S  | Toyota | SU1 | MO1 | AUT | FU1 | MO2 | SUG | SU2 | SU2 | FU2 |     |     | 35,5   | 4.   |
| 2012 | Petronas Team TOM’S  | Toyota | 5   | 1   | DNF | 1   | 2   | 10  | 5   | 8   | DSQ |     |     | 35,5   | 4.   |
| 2013 | Petronas Team TOM’S  | Toyota | SU1 | AUT | FU1 | MOT | INJ | SUG | SU2 | SU2 | FU2 |     |     | 37     | 2.   |
| 2013 | Petronas Team TOM’S  | Toyota |     | 1   | 1   | 2   | C   | 2   |     |     | 7   |     |     | 37     | 2.   |
| 2014 | Petronas Team TOM’S  | Toyota | SU1 | FUJ | FUJ | FUJ | MOT | AUT | SUG | SU2 | SU2 |     |     | 34,5   | 3.   |
| 2014 | Petronas Team TOM’S  | Toyota | 5   | 4   | 1   | 6   |     | 1   | DNF | 3   | 2   |     |     | 34,5   | 3.   |
| 2015 | Petronas Team TOM’S  | Toyota | SU1 | OKA | FUJ | MOT | AUT | SUG | SU2 | SU2 |     |     |     | 40     | 3.   |
| 2015 | Petronas Team TOM’S  | Toyota | 1   | 8   | 5   | 4   | 11  | 1   | 1   | DNF |     |     |     | 40     | 3.   |
| 2016 | Vantelin Team TOM’S  | Toyota | SU1 | OK1 | FUJ | MOT | OK2 | OK2 | SUG | SU2 | SU2 |     |     | 30     | 2.   |
| 2016 | Vantelin Team TOM’S  | Toyota | 7   | 8   | 4   | 2   | 12  | 4   | 5   | 2   | 2   |     |     | 30     | 2.   |

Anmerkungen
1. 1 2 3 4  Für den Fuji Sprint Cup wurden keine Punkte vergeben.

### Statistik in der Formel-1-Weltmeisterschaft
Diese Statistik umfasst alle Teilnahmen des Fahrers an der Formel-1-Weltmeisterschaft.

#### Gesamtübersicht
| Saison | Team             | Chassis       | Motor                | Rennen | Siege | Zweiter | Dritter | Poles | schn. Rennrunden | Punkte | WM-Pos. |
| ------ | ---------------- | ------------- | -------------------- | ------ | ----- | ------- | ------- | ----- | ---------------- | ------ | ------- |
| 2014   | Caterham F1 Team | Caterham CT05 | Renault 1.6 V6 Turbo | 1      | −     | −       | −       | −     | −                | −      | −       |
| Gesamt | Gesamt           | Gesamt        | Gesamt               | 1      | −     | −       | −       | −     | −                | −      |         |

#### Einzelergebnisse
| Saison | 1 | 2 | 3 | 4 | 5 | 6 | 7 | 8 | 9 | 10 | 11  | 12 | 13 | 14 | 15 | 16 | 17 | 18 | 19 |
| ------ | - | - | - | - | - | - | - | - | - | -- | --- | -- | -- | -- | -- | -- | -- | -- | -- |
| 2014   |   |   |   |   |   |   |   |   |   |    |     |    |    |    |    |    |    |    |    |
|        |   |   |   |   |   |   |   |   |   |    | DNF |    |    |    |    |    |    |    |    |

| Legende  | Legende            | Legende                                                          |
| Farbe    | Abkürzung          | Bedeutung                                                        |
| -------- | ------------------ | ---------------------------------------------------------------- |
| Gold     | –                  | Sieg                                                             |
| Silber   | –                  | 2. Platz                                                         |
| Bronze   | –                  | 3. Platz                                                         |
| Grün     | –                  | Platzierung in den Punkten                                       |
| Blau     | –                  | Klassifiziert außerhalb der Punkteränge                          |
| Violett  | DNF                | Rennen nicht beendet (did not finish)                            |
| Violett  | NC                 | nicht klassifiziert (not classified)                             |
| Rot      | DNQ                | nicht qualifiziert (did not qualify)                             |
| Rot      | DNPQ               | in Vorqualifikation gescheitert (did not pre-qualify)            |
| Schwarz  | DSQ                | disqualifiziert (disqualified)                                   |
| Weiß     | DNS                | nicht am Start (did not start)                                   |
| Weiß     | WD                 | zurückgezogen (withdrawn)                                        |
| Hellblau | PO                 | nur am Training teilgenommen (practiced only)                    |
| Hellblau | TD                 | Freitags-Testfahrer (test driver)                                |
| ohne     | DNP                | nicht am Training teilgenommen (did not practice)                |
| ohne     | INJ                | verletzt oder krank (injured)                                    |
| ohne     | EX                 | ausgeschlossen (excluded)                                        |
| ohne     | DNA                | nicht erschienen (did not arrive)                                |
| ohne     | C                  | Rennen abgesagt (cancelled)                                      |
| ohne     | keine WM-Teilnahme |                                                                  |
| sonstige | P/fett             | Pole-Position                                                    |
| sonstige | 1/2/3/4/5/6/7/8    | Punktplatzierung im Sprint-/Qualifikationsrennen                 |
| sonstige | SR/kursiv          | Schnellste Rennrunde                                             |
| sonstige | *                  | nicht im Ziel, aufgrund der zurückgelegten Distanz aber gewertet |
| sonstige | ()                 | Streichresultate                                                 |
| sonstige | unterstrichen      | Führender in der Gesamtwertung                                   |

### Einzelergebnisse in der FIA-Formel-E-Meisterschaft
| Jahr    | Team                             | 1   | 2    | 3   | 4     | 5   | 6   | 7   | 8   | 9   | 10  | 11  | 12  | 13  | 14  | 15  | 16  | Punkte | Rang |
| ------- | -------------------------------- | --- | ---- | --- | ----- | --- | --- | --- | --- | --- | --- | --- | --- | --- | --- | --- | --- | ------ | ---- |
| 2017/18 | Techeetah Formula E Team         | HKG | HKG  | MAR | SAN   | MEX | PUN | ROM | PAR | BER | ZÜR | NYC | NYC |     |     |     |     | 64     | 8.   |
| 2017/18 | Techeetah Formula E Team         | DSQ | 13   | DNF | 2     | 13  | 12  | 3   | 6   | 9   | 4   | 7   | 9   |     |     |     |     | 64     | 8.   |
| 2018/19 | DS Techeetah                     | DIR | MAR  | SAN | MEX   | HKG | SAY | ROM | PAR | MCO | BER | BRN | NYC | NYC |     |     |     | 86     | 8.   |
| 2018/19 | DS Techeetah                     | 5   | 6    | 13  | 5     | 14  | 4   | 2   | 2   | 7   | DNF | 14  | 17  | DNF |     |     |     | 86     | 8.   |
| 2019/20 | TAG Heuer Porsche Formula E Team | DIR | DIR  | SAN | MEX   | MAR | BER | BER | BER | BER | BER | BER |     |     |     |     |     | 71     | 8.   |
| 2019/20 | TAG Heuer Porsche Formula E Team | °2° | °14° | DSQ | °DNF° | 8   | 2   | 5   | °5° | 8   | °4° | 14  |     |     |     |     |     | 71     | 8.   |
| 2020/21 | TAG Heuer Porsche Formula E Team | DIR | DIR  | ROM | ROM   | VAL | VAL | MCO | PUE | PUE | NYC | NYC | LON | LON | BER | BER |     | 58     | 17.  |
| 2020/21 | TAG Heuer Porsche Formula E Team | 16  | 11   | 14  | 15    | DNF | 2   | 17  | DSQ | 17  | 8   | 5   | 4   | 17  | 10  | 4   |     | 58     | 17.  |
| 2021/22 | TAG Heuer Porsche Formula E Team | DIR | DIR  | MEX | ROM   | ROM | MCO | BER | BER | JAK | MAR | NYC | NYC | LON | LON | SEO | SEO | 63     | 12.  |
| 2021/22 | TAG Heuer Porsche Formula E Team | 13  | 4    | 2   | 10    | 4   | DNF | 4   | °8° | 9   | 15  | 16  | 9   | 12  | 12  | DNF | DNF | 63     | 12.  |

| Legende                      | Legende       | Legende                                                                 |
| Farbe                        | Abkürzung     | Bedeutung                                                               |
| ---------------------------- | ------------- | ----------------------------------------------------------------------- |
| Gold                         | —             | Sieger                                                                  |
| Silber                       | —             | 2. Platz                                                                |
| Bronze                       | —             | 3. Platz                                                                |
| Grün                         | —             | Platzierung in den Punkten                                              |
| Blau                         | —             | Klassifiziert außerhalb der Punkteränge                                 |
| Violett                      | DNF           | Rennen nicht beendet                                                    |
| Violett                      | NC            | nicht klassifiziert                                                     |
| Rot                          | DNQ           | nicht qualifiziert                                                      |
| Schwarz                      | DSQ           | disqualifiziert                                                         |
| Weiß                         | DNS           | nicht am Start                                                          |
| Weiß                         | WD            | zurückgezogen                                                           |
| Weiß                         | C             | Rennen abgesagt                                                         |
| Blanko                       |               | nicht teilgenommen                                                      |
| Blanko                       | DNP           | gemeldet, aber nicht teilgenommen                                       |
| Blanko                       | INJ           | verletzt oder krank                                                     |
| Blanko                       | EX            | ausgeschlossen                                                          |
| sonstige Formate und Zeichen | P/fett        | Pole-Position                                                           |
| sonstige Formate und Zeichen | kursiv        | Schnellste Rennrunde (ab 2017/18: Schnellste Rennrunde der ersten Zehn) |
| sonstige Formate und Zeichen | unterstrichen | Führender in der Gesamtwertung                                          |
| sonstige Formate und Zeichen | °             | FanBoost                                                                |
| sonstige Formate und Zeichen | *             | nicht im Ziel, aufgrund der zurückgelegten Distanz aber gewertet        |
| sonstige Formate und Zeichen | ( )           | Streichresultat                                                         |

### Le-Mans-Ergebnisse
| Jahr | Team                      | Fahrzeug                    | Teamkollege             | Teamkollege        | Platzierung | Ausfallgrund  |
| ---- | ------------------------- | --------------------------- | ----------------------- | ------------------ | ----------- | ------------- |
| 2009 | Kolles                    | Audi R10 TDI                | Charles Zwolsman junior | Narain Karthikeyan | Rang 7      |               |
| 2010 | Audi Sport Team Joest     | Audi R15 TDI                | Marcel Fässler          | Benoît Tréluyer    | Rang 2      |               |
| 2011 | Audi Sport Team Joest     | Audi R18                    | Marcel Fässler          | Benoît Tréluyer    | Gesamtsieg  |               |
| 2012 | Audi Sport Team Joest     | Audi R18 e-tron quattro     | Marcel Fässler          | Benoît Tréluyer    | Gesamtsieg  |               |
| 2013 | Audi Sport Team Joest     | Audi R18 e-tron quattro     | Marcel Fässler          | Benoît Tréluyer    | Rang 5      |               |
| 2014 | Audi Sport Team Joest     | Audi R18 e-tron quattro     | Marcel Fässler          | Benoît Tréluyer    | Gesamtsieg  |               |
| 2015 | Audi Sport Team Joest     | Audi R18 E-Tron Quattro RP5 | Marcel Fässler          | Benoît Tréluyer    | Rang 3      |               |
| 2016 | Audi Sport Team Joest     | Audi R18 RP6                | Marcel Fässler          | Benoît Tréluyer    | Rang 4      |               |
| 2017 | Porsche LMP Team          | Porsche 919 Hybrid          | Nick Tandy              | Neel Jani          | Ausfall     | kein Öldruck  |
| 2018 | Rebellion Racing          | Rebellion R13               | Bruno Senna             | Neel Jani          | Rang 4      |               |
| 2019 | Rebellion Racing          | Rebellion R13               | Bruno Senna             | Neel Jani          | Rang 4      |               |
| 2023 | Porsche Penske Motorsport | Porsche 963                 | Kévin Estre             | Laurens Vanthoor   | Rang 22     |               |
| 2024 | Porsche Penske Motorsport | Porsche 963                 | Kévin Estre             | Laurens Vanthoor   | Rang 4      |               |
| 2025 | IDEC Sport                | Oreca 07                    | Mathys Jaubert          | Jamie Chadwick     | Ausfall     | Reifenschaden |

### Sebring-Ergebnisse
| Jahr | Team                  | Fahrzeug     | Teamkollege     | Teamkollege    | Platzierung | Ausfallgrund |
| ---- | --------------------- | ------------ | --------------- | -------------- | ----------- | ------------ |
| 2012 | Audi Sport Team Joest | Audi R18 TDI | Benoît Tréluyer | Marcel Fässler | Rang 15     |              |

### Einzelergebnisse in der FIA-Langstrecken-Weltmeisterschaft
| Saison  | Team                  | Rennwagen          | 1   | 2   | 3   | 4   | 5   | 6   | 7   | 8   | 9   |
| ------- | --------------------- | ------------------ | --- | --- | --- | --- | --- | --- | --- | --- | --- |
| 2012    | Audi Sport Team Joest | R18 e-tron quattro | SEB | SPA | LEM | SIL | SAO | BAH | FUJ | SHA |     |
| 2012    | Audi Sport Team Joest | R18 e-tron quattro | 15  | 2   | 1   | 1   | 2   | 1   | 2   | 3   |     |
| 2013    | Audi Sport Team Joest | Audi R18           | SIL | SPA | LEM | SAO | AUS | FUJ | SHA | BAH |     |
| 2013    | Audi Sport Team Joest | Audi R18           | 2   | 1   | 5   | 1   | 3   | 26  | 1   | 2   |     |
| 2014    | Audi Sport Team Joest | Audi R18           | SIL | SPA | LEM | AUS | FUJ | SHA | BAH | SAO |     |
| 2014    | Audi Sport Team Joest | Audi R18           | DNF | 5   | 1   | 1   | 6   | 4   | 4   | 5   |     |
| 2015    | Audi Sport Team Joest | Audi R18           | SIL | SPA | LEM | NÜR | AUS | FUJ | SHA | BAH |     |
| 2015    | Audi Sport Team Joest | Audi R18           | 1   | 1   | 3   | 3   | 2   | 3   | 3   | 2   |     |
| 2016    | Audi Sport Team Joest | Audi R18           | SIL | SPA | LEM | NÜR | MEX | AUS | FUJ | SHA | BAH |
| 2016    | Audi Sport Team Joest | Audi R18           | DNF | 5   | 4   | 3   | 2   | 6   | DNF | 6   | 2   |
| 2017    | Porsche               | Porsche 919 Hybrid | SIL | SPA | LEM | NÜR | MEX | AUS | FUJ | SHA | BAH |
| 2017    | Porsche               | Porsche 919 Hybrid | 3   | 4   | DNF | 2   | 2   | 2   | 3   | 3   | 3   |
| 2018/19 | Rebellion Racing      | Rebellion R13      | SPA | LEM | SIL | FUJ | SHA | SEB | SPA | LEM |     |
| 2018/19 | Rebellion Racing      | Rebellion R13      | DNF | 4   | 2   | 3   | 4   |     | 5   | 4   |     |
| 2023    | Penske Porsche        | Porsche 963        | SEB | POR | SPA | LEM | MON | FUJ | BAH |     |     |
| 2023    | Penske Porsche        | Porsche 963        | 6   | 3   | DNF | 22  | 7   | 3   | 5   |     |     |
| 2024    | Penske Porsche        | Porsche 963        | KAT | IMO | SPA | LEM | SAO | AUS | FUJ | BAH |     |
| 2024    | Penske Porsche        | Porsche 963        | 1   | 2   | 2   | 4   | 2   | 6   | 1   | 10  |     |
| 2025    | IDEC Sport            | Oreca 07           | KAT | IMO | SPA | LEM | SAO | AUS | FUJ | BAH |     |
| 2025    | IDEC Sport            | Oreca 07           | DNF |     |     |     |     |     |     |     |     |